# Paralimna arabica
Paralimna arabica är en tvåvingeart som beskrevs av Becker 1910. Paralimna arabica ingår i släktet Paralimna och familjen vattenflugor. Inga underarter finns listade i Catalogue of Life.